# ديفيد تشارتراند
ديفيد تشارتراند هو سياسي كندي، ولد في 23 يناير 1960 في Duck Bay, Manitoba ‏ في كندا.